# Alfred Lee Loomis
Alfred Lee Loomis (4 de novembro de 1887 — 11 de agosto de 1975) foi um advogado, investidor bancário, filantropo, cientista e físico norte-americano, pioneiro em usos militares de radar, inventor do LORAN ou LOng RAnge Navigation, e um patrono ao longo da vida da pesquisa científica. Estabeleceu o Laboratório Loomis em Tuxedo Park, Nova Iorque, e seu papel no desenvolvimento do radar é considerado fundamental para a vitória dos Aliados na Segunda Guerra Mundial. Inventou o Cronógrafo Aberdeen para medir a velocidade de saída; propôs o sistema de navegação LORAN; contribuiu significativamente (talvez criticamente, de acordo com Luis Alvarez) para o desenvolvimento de uma tecnologia de abordagem de controle de terreno para aviões; e participou de reuniões preliminares do Projeto Manhattan. Loomis também fez contribuições para instrumentação biológica; trabalhando com Edmund Newton Harvey, co-inventou a centrífuga microscópica, e técnicas de eletroencefalografia pioneiras. Em 1937, descobriu o complexo K de ondas cerebrais do sono.
Nascido em Manhattan, Loomis era o filho de Julia Josephine Stimson e Henry Patterson Loomis, e neto de Alfred Lebbeus Loomis. Estudou na Phillips Academy e matemática e ciência na Universidade Yale.
Aproveitando-se de sua riqueza considerável, Loomis cada vez mais acariciou o seu interesse pela ciência. Estabeleceu um laboratório perto de sua mansão pessoal dentro do enclave exclusivo de Tuxedo Park, Nova Iorque. Junto com sua pequena equipe conduziu estudos pioneiros na espectrometria, som de alta frequência e ondas de capilaridade, eletroencefalografia, e a medição precisa de tempo, a cronometria.
Em 1939, Loomis começou uma colaboração com o físico Ernest Lawrence e foi fundamental no financiamento do projeto do físico para construir um cíclotron de 4,7 metros. Por esta altura, Loomis tinha se tornado uma figura proeminente na física experimental e tinha mudado suas operações em Tuxedo Park para Cambridge, Massachusetts, onde estabeleceu uma operação conjunta com o Instituto de Tecnologia de Massachusetts (MIT).